# ウラジーミル・レリュフ
ウラジーミル・レリュフ（Владимир Лелюх）は、ロシアの男性フィギュアスケートアイスダンス選手。パートナーはアンジェリカ・クリロワとエカテリーナ・スヴィリナ。

## 経歴
ジュニア時代にアンジェリカ・クリロワとカップルを結成したが成功せず、セルゲイ・サフノフスキーと解散後に休養していたエカテリーナ・スヴィリナとカップルを結成した。1996-1997年シーズンから国際大会へ出場し、フィンランディア杯では2位、ネーベルホルン杯では優勝を果たしたが、シーズン終了後に解散。

## 主な戦績
- 戦績はエカテリーナ・スヴィリナとのカップル時。

| 大会/年            | 1996-97 |
| ------------------ | ------- |
| ネーベルホルン杯   | 1       |
| フィンランディア杯 | 2       |